# Lampedusa e Linosa
Lampedusa e Linosa – gmina we Włoszech, w regionie Sycylia, w prowincji Agrigento.
Według danych na styczeń 2010 gminę zamieszkiwały 6252 osoby przy gęstości zaludnienia 245,4 os./1 km².